# Ambarenstraße 1

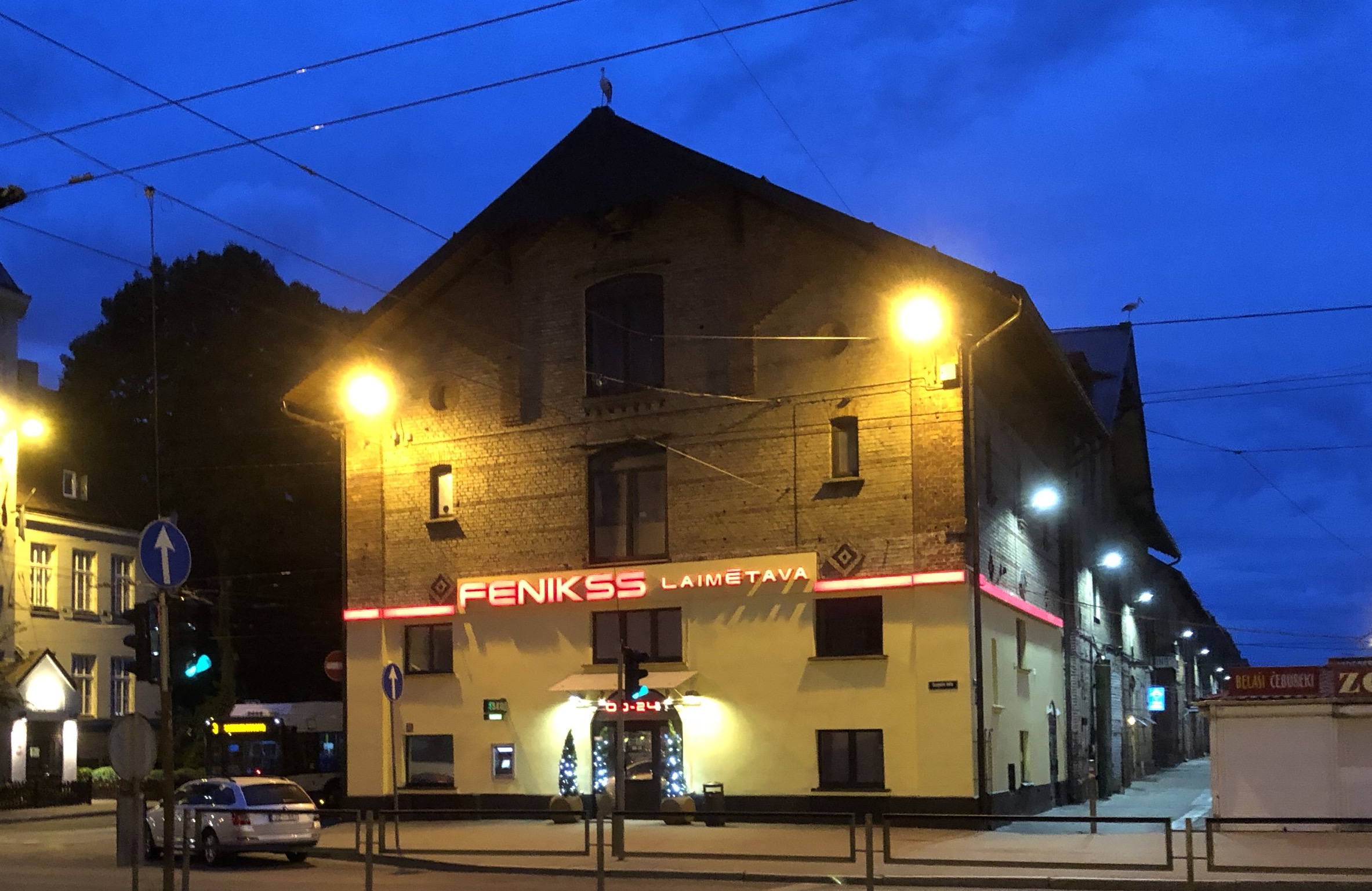
Ambarenstraße 1 bei Nacht von der Gogolstraße aus, 2018

Das Haus Ambarenstraße 1 (lettisch Spīķeru iela 1) ist ein denkmalgeschütztes Gebäude in der lettischen Hauptstadt Riga.
Es gehört zu den Roten Speichern und befindet sich am nordöstlichen Ende der Ambarenstraße (Spīķeru iela) im Rigaer Stadtteil Moskauer Vorstadt. Mit der nördlichen Giebelseite grenzt das Gebäude an die Gogolstraße (Gogoļa iela), seine Ostfront zeigt zur Gaisingstraße (Gaiziņa iela).
Das Gebäude entstand zwischen 1868 und 1884 als Backsteinbau. Bemerkenswert sind auf dem Dachfirst des Gebäudes aufgesetzte Vogelfiguren. Seit dem 29. Oktober 1998 ist das Haus unter der Nummer 7889 im lettischen Denkmalverzeichnis eingetragen.